# ArcTanGent Festival
ArcTanGent Festival (auch bekannt als ATG) ist ein seit 2013 jährlich stattfindendes, ursprünglich dreitägiges und ab 2022 viertägiges Festival auf der Fernhill Farm in Compton Martin, Somerset, England. Es ist das bekannteste britische Sommerfestival für Math-Rock, Post-Rock, Progressive-Metal und Experimentalmusik. Benannt ist das Festival nach dem Album arc'tan'gent der Band Earthtone9 aus dem Jahr 2000.
Unter anderem spielten bisher folgende Bands auf dem Festival: Heilung, Mogwai, Meshuggah, Devin Townsend, Explosions in the Sky, Coheed & Cambria, Opeth, Glassjaw, Godspeed You! Black Emperor, Sleep Token, Polyphia, Converge, Animals as Leaders, Shellac, American Football, TesseracT, The Dillinger Escape Plan, Russian Circles, Electric Wizard, Carpenter Brut, Igorrr, Alcest, Cult of Luna, Battles, Public Service Broadcasting, The Fierce and the Dead, Empire State Bastard, Deafheaven, And So I Watch You from Afar, 65daysofstatic and Fuck Buttons.
Das Festival hat 5 Bühnen. Nachdem die Konzerte beendet sind, gibt es eine Silent Disco mit Live-DJs und gelegentlich sogar als Konzert. Um die Bühnen gibt es ein kulinarisches Angebot an Speisen und Getränken.
Direkt neben dem Festivalgelände in unmittelbarer Gehdistanz gibt es einen Campingplatz mit zum Teil vom Veranstalter aufgestellten und mietbaren Zelten.

## 2013
Im Jahr 2013 fand das Festival das erste Mal statt.
Die Yohkai Bühne wurde am Freitag durch das Damnation Festival kuriert.
| Donnerstag, 29. August                                                        |
| Yohkai                                                                        |
| Maybeshewill Amplifier Talons Pohl Falling Stacks Flights Memory of Elephants |

| Freitag, 30. August | | |                                                                                            |
| Arc | Yohkai                                                                                                | Bixler | PX3                                                                                        |
| 65daysofstatic Future of the Left Rolo Tomassi Maybeshewill Zun Zun Egui Yndi Halda Thought Forms BLKSTRS Baby Godzilla The Naturals | Earthtone9 Dragged into Sunlight Bossk Devil Sold His Soul Winterfylleth Humanfly Manatees Astrohenge | Public Service Broadcasting Brontide That Fucking Tank The Physics House Band You Slut! Anthroprophh / Big Naturals Spectres Poly-Math | Damien Schneider RiceBeats Fairhorns Charlie Barnes Deej Dharwal SJ Esau Vostok Joe Garcia |

| Samstag, 31. August | |                                                                                                | |
| Arc | Yohkai | Bixler                                                                                         | PX3 |
| Fuck Buttons And So I Watch You from Afar Three Trapped Tigers Islet TTNG Vessels The Pirate Ship Quintet Delta Sleep Anta | Bo Ningen Tall Ships Johnny Foreigner Among Brothers The St Pierre Snake Invasion Axes Scarlet Racal & The Trainwreck | Turbowolf Arcane Roots Nordic Giants Castrovalva Fat Goth Cleft Hysterical Injury Oliver Wilde | Non Classical DJs Tom Beef (+The Mother Beef) Howard James Kenny Giant Swan The Dagger Brothers Oxygen Thief Theo |

## 2014
Die PX3 Bühne wurde in dem Jahr erstmalig vom Campingplatz auf das eigentliche Festivalgelände verlegt.
| Donnerstag, 28. August |
| Yohkai |
| And So I Watch You from Afar Three Trapped Tigers TTNG The Physics House Band Baby Godzilla Nordic Giants The St Pierre Snake Invasion Theo |

| Freitag, 29. August | |                                                                                                   |                                                                                  |
| Arc | Yohkai                                                                                                | Bixler                                                                                            | PX3                                                                              |
| Russian Circles This Will Destroy You Crippled Black Phoenix EF Human Pyramids Diagonal Rumour Cubes Monsters Build Mean Robots Alpha Male Tea Party | Maybeshewill Tera Melos Enemies Purson Bats Lost in the Riots We Are Knuckle Dragger Super Like G Did | Tellison El Ten Eleven 100 Onces Memory of Elephants Olympians Big Joan Flies Are Spies from Hell | Cleft Charlie Barnes Iran Iran Sleep Beggar Super Squarecloud Howard James Kenny |

| Saturday 30 August |                                                                          | |                                                                        |
| Arc | Yohkai                                                                   | Bixler | PX3                                                                    |
| Mono God Is an Astronaut Tall Ships Jamie Lenman Mutiny on the Bounty Blueneck Goonies Never Say Die Luo The Winchester Club | Lite Year of No Light Mylets Fen Hark Alarmist Charlie Barnes Astrohenge | I Like Trains Tangled Hair Gunning for Tamar AK/DK Codes in the Clouds No Spill Blood Adding Machines Samoans | Shiver The Broken Oak Duet Bear Makes Ninja Karhide Waking Aida Wicket |

## 2015

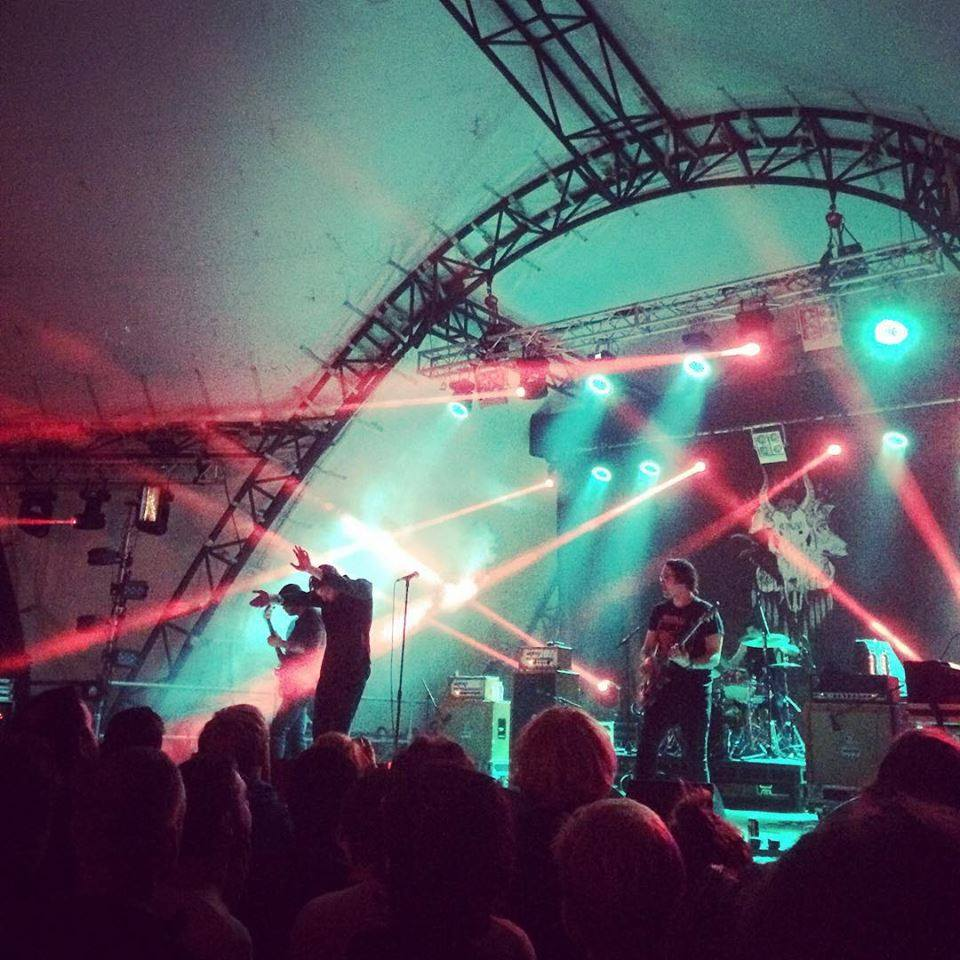
Deafheaven als Headliner auf der Arc Bühne in 2015

Die Festivals in den Jahren 2013–14 fanden am letzten Augustwochenende statt und wurde seit 2015 eine Woche früher gelegt.
Seit 2015 wurde die PX3 Bühne an allen drei Tagen bespielt. Das Donnerstagsprogramm wurde auf der Bühne von BBC Introducing kuriert.
Cult of Luna sollten eigentlich auf der Arc Bühne vor Deafheaven spielen, mussten aber wegen Verzögerungen beim Flug auf der Yohkai Bühne headlinen.
| Donnerstag, 20. August                                                           |
| Yohkai                                                                           |
| 65daysofstatic Lite Mutiny on the Bounty Mylets AK/DK Cleft Alpha Male Tea Party |

| Freitag, 21. August |                                                                                            |                                                                                         |                                                                                        |
| Arc | Yohkai                                                                                     | Bixler                                                                                  | PX3                                                                                    |
| The Dillinger Escape Plan The Fall of Troy Maybeshewill Joan of Arc That Fucking Tank Body Hound Trojan Horse Tacoma Narrows Bridge Disaster | Vennart Chon Rolo Tomassi Her Name Is Calla 11Paranoias The Fierce and the Dead Quadrupede | Blanck Mass Helms Alee Delta Sleep PSOTY Valerian Swing We Never Learned to Live Cousin | Emma Ruth Rundle Patchwork Natives Sonance Obe Ohhms Pocket Apocalypse Downard Juffage |

| Samstag, 22. August                                           |                                                                                         |                                                                                     |                                                                                       |
| Arc                                                           | Yohkai                                                                                  | Bixler                                                                              | PX3                                                                                   |
| Deafheaven Deerhoof pg.lost Talons Axes Black Peaks 100 Onces | Cult of Luna Marriages British Theatre Young Legionnaire Prosperina Latitudes USA Nails | Toundra The Algorithm Tangled Hair Lone Wolf Gum Takes Tooth Flood of Red Poly-Math | Vessels Alright the Captain Vasa IEPI Vodun Crows an Wra Lambhorn Eschar Steve Strong |

## 2016

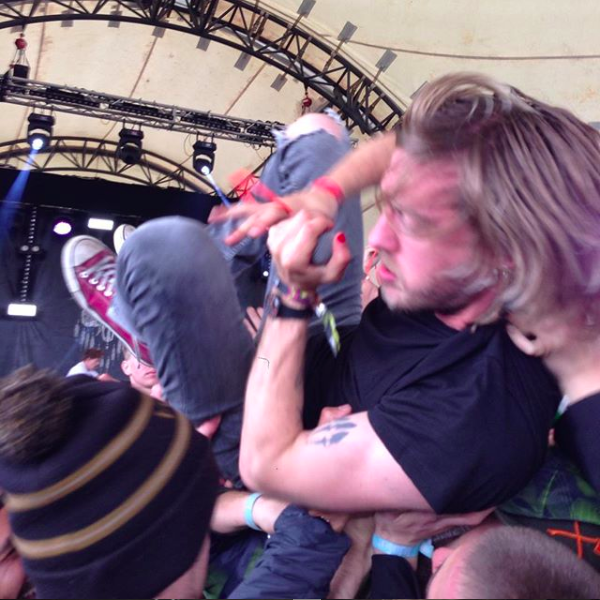
Pieter-Paul Devos von Raketkanon am ArcTanGent 2016

Die Bixler Bühne wurde 2016 erstmalig vom Capingplatz auf das Festival Gelände verlegt, wo sie seitdem ist. Alle vier Bühnen sind nun auf dem Festival Gelände.
Cleft spielten ihr Abschiedskonzert auf dem ArcTanGent 2016. Die Show wurde gefilmt und im Dezember 2018 bei sieben UK-Shows posthum als Teil der One More Tour: In Memory of Dan Wild-Beesley abgespielt.
| Donnerstag, 18. August                                                            |                                                             |
| Yohkai                                                                            | PX3                                                         |
| Mono Three Trapped Tigers TTNG Rolo Tomassi Talons Memory of Elephants Body Hound | Axes Quadrupede Delta Sleep Alarmist Samoans Poly-Math Anta |

| Freitag, 19. August                                                   |                                                                                                |                                                                    |                                                                               |
| Arc                                                                   | Yohkai                                                                                         | Bixler                                                             | PX3                                                                           |
| Godspeed You! Black Emperor toe La Dispute Arcane Roots MNHM Vasudeva | Nordic Giants Animals as Leaders Agent Fresco Knife World Tiny Fingers Intervals Viva Belgrado | Monuments Cleft Heck Gulfer Fall of Messiah The Brackish Sleep Kit | Plini Svalbard Falls A Werewolf! Floral Eugene Quell Adam Betts Super Goliath |

| Samstag, 20. August                                                                                              |                                                                                |                                                                 | |
| Arc | Yohkai                                                                         | Bixler                                                          | PX3 |
| American Football And So I Watch You from Afar Caspian mewithoutYou Errors Raketkanon Exassens Lets Talk Daggers | Meet Me in St. Louis Yndi Halda Mutoid Man Black Peaks Totorro Dialects Envoys | Gallops Enemies ZEUS! Owen Town Portal VLMV Bearded Youth Quest | Foes Weddings Landscapes Cheap Jazz Classically Handsome Brutes Space Blood Kusanagi Chiyoda Ku Skyhitch |

## 2017
| Donnerstag, 17. August                                                                        |                                                                              |
| Yohkai                                                                                        | PX3                                                                          |
| Russian Circles Future of the Left Tall Ships Totorro Gallops Town Portal Bearded Youth Quest | Nordic Giants Heck Vasudeva USA Nails Fall of Messiah Chiyoda Ku Waking Aida |

| Freitag, 18. August                                                                                 | |                                                                           |                                                                                |
| Arc                                                                                                 | Yohkai | Bixler                                                                    | PX3                                                                            |
| Converge God Is an Astronaut TTNG Listener Stearica Alpha Male Tea Party Hikes Right Hand Left Hand | Leprous The Number Twelve Looks Like You Bossk Thought Forms Wot Gorilla? Hemelbestormer You Break, You Buy Gilmore Trail | Ho99o9 The Evil Usses Hark Ohhms Living Body ItoldyouIwouldeatyou Madilan | worriedaboutsatan Vola Frontierer A-Tota-So Nitkowski Lice Britney Hoggs Bison |

| Samstag, 19. August                                                                              |                                                                                              |                                                                   | |
| Arc                                                                                              | Yohkai                                                                                       | Bixler                                                            | PX3 |
| Explosions in the Sky TesseracT Boris sleepmakeswaves The Physics House Band Spectres Toska HCBP | SikTh tricot Devil Sold His Soul Lost in Kiev Jardín de la Croix Future Horizons Boss Keloid | Jambinai Defeater Brutus Gug Pijn He Was Eaten By Owls Real Terms | The St Pierre Snake Invasion Employed to Serve Landscapes Shitwife Death Pedals Halo Tora Irk Poisonous Birds |

## 2018
Beim ArcTanGent 2018 wurde erstmalig die Arc Bühne an allen drei Tagen bespielt.
Am Donnerstag wurde das Lineup der Yohkai und PX3 Bühne teilweise durch Big Scary Monsters und Holy Roar kuriert.
Gallops war die erste Band, die ein Live-Set als Teil der Silent Disco spielte.
Chiyoda Ku ersetzte Mugstar auf der Yohkai Bühne. Jo Quail unterstützte Takaakira 'Taka' Goto bei der Behind The Shadow Drops Performance.
Die Band Giraffes? Giraffes! spielten auf dem Festival ihre erste Show außerhalb von Nordamerika seit ihrer Gründung 2001.
| Donnerstag, 16. August                                                                |                                                                                         |                                                                       |
| Arc                                                                                   | Yohkai                                                                                  | PX3                                                                   |
| And So I Watch You from Afar Pianos Become the Teeth Foxing People Like Milk Products | La Dispute Jamie Lenman Rolo Tomassi Delta Sleep Ohhms Alpha Male Tea Party Boss Keloid | Tangled Hair Bossk Pijn & Conjurer Svalbard Gulfer Body Hound Cassels |

| Freitag, 17. August                                                               |                                                                             |                                                                                   |                                                                                                 |
| Arc                                                                               | Yohkai                                                                      | Bixler                                                                            | PX3                                                                                             |
| Glassjaw Anathema Pelican Vennart Talons Poly-Math Space Blood Seven Colour Drive | Leprous Zeal & Ardor Tides from Nebula Chiyoda Ku Astralia Orchards Blanket | Tides of Man Strobes Halo Tora Conjurer Bearfoot Beware God Mother Modern Rituals | Behind the Shadow Drops Blueneck Black Futures Jo Quail Mr Marcaille Wren Codices Natalie Evans |

| Samstag, 18. August                                                                                   |                                                                                            | |                                                                                |
| Arc                                                                                                   | Yohkai                                                                                     | Bixler | PX3                                                                            |
| Shellac of North America Alcest Myrkur Giraffes? Giraffes! Plini Jean Jean Hey Colossus Trigger Thumb | Arcane Roots Mouse on the Keys Black Peaks Telepathy Bad Sign La Jungle Only Echoes Remain | Pigs Pigs Pigs Pigs Pigs Pigs Pigs Part Chimp Gug Arcane Roots (Electronic) Vasquez Ilenkus Death and the Penguin | Scalping Toska The Guru Guru Coldbones Møl VLMV Sœur The Big Massive Orchestra |

## 2019
Am 6. September 2018 wurde Meshuggah als erster Headliner angekündigt.
In 2019 wurde das Festivalgelände vergrößert und zusätzliche Capingplätze zur Verfügung gestellt. Das grundsätzliche Layout änderte sich jedoch wenig. Es wurde zudem eine Bühne mit Bar Bar Room in der Mitte des Geländes etabliert.
Bei der Silent Disco am Freitagabend spielten The Algorithm und GosT je ein Live-Set. Es fanden außerdem Silent Disco Sets von John Stanier und Effigy an dem Wochenende satt.
Die Arc Bühne wurde eröffnet durch The Beft, einem Tribute an Dan Wild-Beesley von Cleft. Bei Black Peaks Show ersetzte Jamie Lenman den eigentlichen Frontmann Will Gardner an den Vocals. And So I Watch You From Afar spielten ihr Debüt-Album in Gänze an einem nicht angekündigten Special Guest Slot auf der Arc Bühne.
| Donnerstag, 15. August                                                    |                                                                                 |                                                                  |                                                                                 |                                             |
| Arc                                                                       | Yohkai                                                                          | Bixler                                                           | PX3                                                                             | Bar Room                                    |
| Coheed & Cambria Carpenter Brut Zeal & Ardor Nordic Giants Bossk The Beft | Daughters Polyphia Covet Pigs Pigs Pigs Pigs Pigs Pigs Pigs Cocaine Piss Floral | AK/DK Raketkanon Møl Bats Mammoth Weed Wizard Bastard Cultdreams | Memory of Elephants Pijn Lost in the Riots Conjurer Yvette Young Ithaca Big Lad | Sleep Beggar Theo Kuro Pave Haunt the Woods |

| Freitag, 16. August                                                                                     |                                                                                         |                                                                         |                                                                              |                                                                           |
| Arc | Yohkai                                                                                  | Bixler                                                                  | PX3                                                                          | Bar Room                                                                  |
| Battles Russian Circles 65daysofstatic The Ocean Thank You Scientist Standards Good Game A. A. Williams | TTNG Black Peaks Toska The Algorithm Puerto Austral Slow Crush We Never Learned To Live | Frontierer Zu Sleep Token Birds In Row All The Best Tapes Dags! CLT DRP | Brutus Colossal Squid Palm Reader Sithu Aye Too Piste Rad Pitt Cattle Hexcut | Steve Strong Sœur No Violet Charlie Barnes VLMV Seven Colour Drive Øgïvęš |

| Saturday 17 August |                                                                                       |                                                                                              |                                                                                  | |
| Arc | Yohkai                                                                                | Bixler                                                                                       | PX3                                                                              | Bar Room                                                                                             |
| Meshuggah Cult of Luna And So I Watch You from Afar Three Trapped Tigers The Physics House Band Matt Calvert The St Pierre Snake Invasion DJ Perro | Caspian Gnod The Contortionist Invalids Curse These Metal Hands Kaguu Wild Cat Strike | Employed to Serve Car Bomb Elephant Gym Azusa Aiming For Enrike Gender Roles Øgïvęš Big Band | Doblecapa Voronoi Letters From The Colony Puppy LLNN AMNT Midas Fall Sugar Horse | Kinlaw + Franco Franco a-tota-so Oxygen Thief Howard James Kenny Twin Siblings Qarlaq Torsten Jensen |

## 2020–21 Absage aufgrund von COVID-19
Das ArcTanGent 2020 wurde aufgrund der COVID-19-Pandemie am 5. Mai 2020 abgesagt. Am 21. Mai 2021 wurde das Festival für 2021 aus demselben Grund abgesagt.

## 2022
Nach zwei ausgefallenen Jahren fand das ArcTanGent vom 16. bis 20. August 2022 wieder statt. Die Headliner waren Cult of Luna, TesseracT und Opeth. Das Gelände bekam ein verändertes Layout bei dem die Bühne Elephant in the Bar Room deutlich vergrößert wurde im Vergleich zu 2019. Auf dieser Bühne fanden erstmalig schon Mittwoch Konzerte statt. Das Lineup für den Abend wurden von Effigy kuriert.
| Mittwoch, 17. August |
| Elephant in the Bar Room |
| The St Pierre Snake Invasion Sugar Horse Memory of Elephants Mother Vulture Luo Modern Rituals Mutant Thoughts Olanza The Road My Octopus Mind Lightning Sharks |

| Donnerstag, 18. August                                                                |                                                                |                                                                              |                                                                                        | |
| Arc                                                                                   | Yohkai                                                         | Bixler                                                                       | PX3                                                                                    | Elephant in the Bar Room                                                                             |
| Cult of Luna Amenra Perturbator Delta Sleep A.A. Williams DVNE Pijn Bonnacons of Doom | Maybeshewill Alcest Intronaut Puppy Blodet Vasa The Hyena Kill | Mclusky Bossk Imperial Triumphant Ogives Big Band Bicurious Skin Failure Fes | We Never Learned To Live Boss Keloid Outlander Cryptic Shift Peach Bear Graywave Traps | Bolt Ruin Natalie Evans Lakes Coldbones Worriedaboutsatan Skemer Qariaq Podcast: The Long Drive Home |

| Freitag, 19. August                                                              |                                                                                   |                                                                      |                                                                   | |
| Arc                                                                              | Yohkai                                                                            | Bixler                                                               | PX3                                                               | Elephant in the Bar Room |
| Tesseract Mono Caspian Oranssi Pazuzu Covet Mol Hippotraktor Five the Heirophant | Zeal & Ardor Jamie Lenman Alpha Male Tea Party Slow Crush Astrosaur Odradek Heisa | Scalping Rivers of Nihil BRUIT ≤ God Alone El Moono Still Ni Maitres | Palm Reader Stake Arabrot Blanket Tuskar Binge Rubbing Last Hyena | Paranoid Void Straight Girl Zetra Jakub Zytecki Stosszahn Let's Swim, Get Swimming Pollyanna Holland-Wing Podcast: ArtScare |

| Samstag, 20. August                                                     |                                                                                         |                                                                                | |                                                                               |
| Arc                                                                     | Yohkai                                                                                  | Bixler                                                                         | PX3 | Elephant in the Bar Room                                                      |
| Opeth TWDY The Armed Devil Sold His Soul Conjurer Kokomo Jo Quail Seims | Leprous Lightning Bolt Emma Ruth Rundle Frontierer The Hirsch Effekt Tots Thumpermonkey | Godflesh Pallbearer Elephant Tree Famyne Sergeant Thunderhoof Ithaca Garganjua | Her Name Is Calla Pupil Slicer Wheel Mass of the Fermenting Dregs Castrovalva My Own Private Alaska Heriot Respire Dead Bird | Miet Beige Palace Axiom Catbamboo Wavey Vogons Stanlaey Podcast: The Riot Act |

## 2023

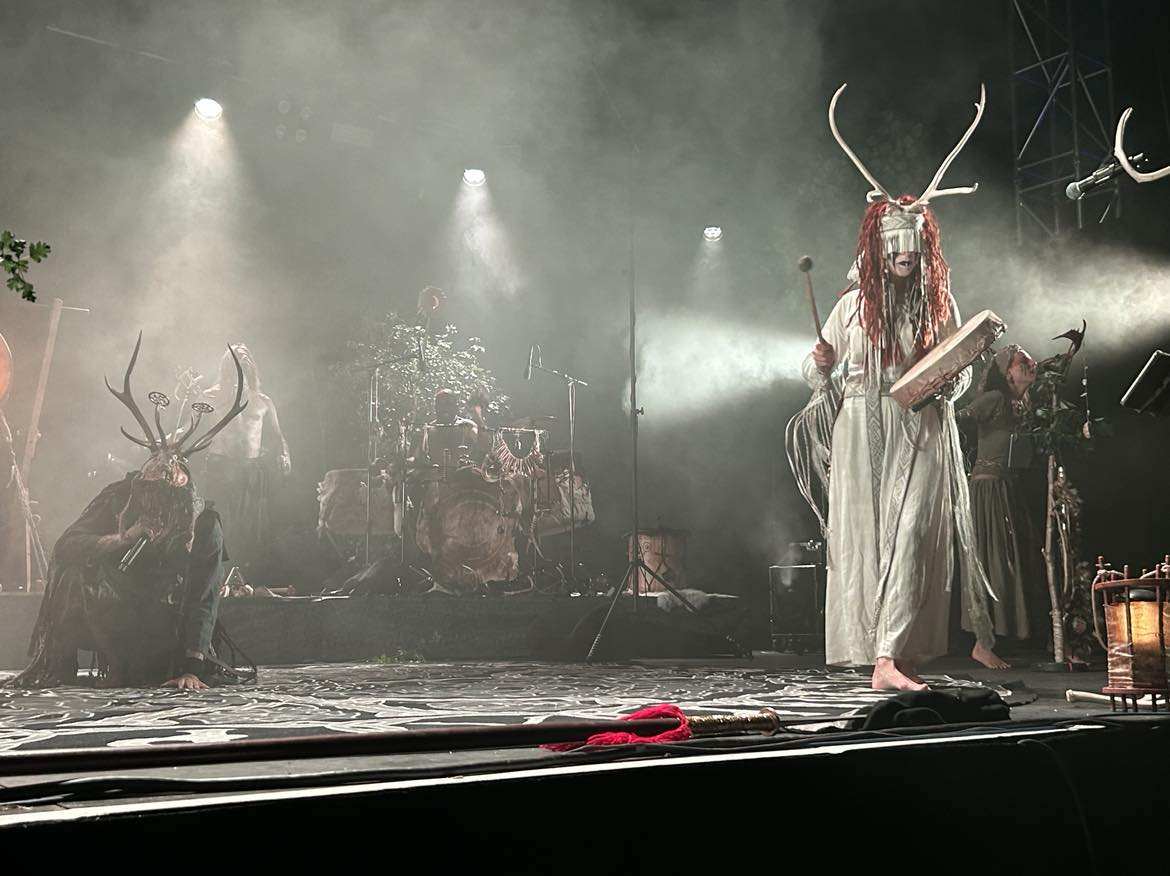
Heilung als Headliner am ArcTanGent 2023

Das ArcTanGent 2023 fand vom 16. bis zum 19. August 2023 statt. Die Headliner waren Converge, Heilung und Devin Townsend.
Deafheaven spielten ihr Album Sunbather (2013) in Gänze, hatten jedoch am Anfang der Show Probleme mit dem Mikrofon des Sängers. The Ocean spielten ein Überraschungsshow in der Silent Disco aufgrund von gravierenden Problemen bei der eigentlich vorher geplanten Show.
| Mittwoch, 16. August |
| Bixler |
| Straight Girl Scalping Conjurer DVNE Pupil Slicer Hippotraktor Skin Failure Bicurious Five the Heirophant Ogives Big Band |

| Donnerstag, 17. August                                                                                   |                                                                                                 |                                                                                                | | |
| Main | Yohkai                                                                                          | Bixler                                                                                         | PX3 | Elephant |
| Converge Russian Circles Empire State Bastard Cave In Wiegedood Chinese Football Mountain Caller Barrens | Pigs Pigs Pigs Pigs Pigs Pigs Pigs Brutus Chat Pile Svalbard Butch Kassidy Pothamus Chalk Hands | Yourcodenameis:milo Elder The Guru Guru Hypno5e Wallowing Burial Clouds Din of Celestial Birds | Sugar Horse I Built the Sky Other Half Birds in Row Hammok False Hope for the Savage Attan Mt. Yonder Grief Ritual | Ramkot a-tota-so Parachute for Gordo Poisonous Birds Mission Creep Los Sara Fontan Apidae Podcast: 101 Part Time Jobs Podcast: Hell Bent for Metal |

| Freitag, 18. August |                                                                                |                                                             | | |
| Main | Yohkai                                                                         | Bixler                                                      | PX3 | Elephant |
| Heilung Swans And So I Watch You From Afar Jaga Jazzist Holy Fawn Caligula's Horse Curse These Metal Hands Wess Meets West | SikTh The Ocean Liturgy The St Pierre Snake Invasion '68 Joliette Witch Sorrow | Enslaved Bell Witch Petbrick Ashenspire blanket Spurv Haast | LLNN Death Goals Helpless Spook the Horses Dawn Ray'd Mother Vulture Norman Westberg Silverburn Hidden Mothers | CLT DRP HAAL Project Mishram Pruillip Host Body Lys Morke Lack the Low Podcast: 3 is the Magic Number Podcast: Fecking Bahamas |

| Samstag, 19. August                                                             | |                                                                            |                                                                                              | |
| Main                                                                            | Yohkai | Bixler                                                                     | PX3                                                                                          | Elephant |
| Devin Townsend Igorrr Deafheaven Rolo Tomassi Vola GGGOLDDD Psychonaut The Most | Haken The Fall of Troy The World Is a Beautiful Place & I Am No Longer Afraid to Die Standards La Bestia de Gevaudan Briqueville A Burial at Sea | Loathe Health The Callous Daoboys Domkraft Grub Nap Bones of Minerva Copse | Ohhms Abraham (band)\|Abraham Aiming for Enrike The K. Cobra the Impaler Bear Land Wars Naut | Tokky Horror Every Hell Playgrounded Fakeyourdeath Thought Forms Cultdreams Lawi Anywar Podcast: Damnation Vs. Podcast: Mark and Me |

## 2024
Die ersten Bands wurden am 6. November 2023 für das ArcTanGent 2024 angekündigt. In dem Jahr fand der 10. Geburtstag des Festivals statt.
Three Trapped Tigers spielten auf dem Festival ihr Abschiedskonzert. And So I Watch You From Afar spielten am Mittwochabend ein Set, welches durch ein Votum der Fans entstand am Samstag spielten sie dann erstmals ihr frisch erschienenen Album Megafauna in Gänze. Am 16. November 2023 wurde Meshuggah als Headliner für Freitag neben Animals as Leaders angekündigt. Am 25. Januar wurden quasi alle Bands für das Festival angekündigt inklusive der Headliner Explosions in the Sky und Mogwai. Am 27. Februar kündigten die Veranstalter die finalen 23 Bands für das Line Up an.
Am 19. April wurden die Bühnenzeiten sowie ein Clashfinder für das 2024 Line-Up veröffentlicht. Clown Core sollten ursprünglich am Donnerstag spielen, mussten jedoch aufgrund von gesundheitlichen Problemen durch Spiritualized ersetzt werden. Auf der Main Bühne gab es erstmalig einen großen LED-Monitor im Hintergrund. Dieser wurde eigens für die geplante Show von Clown Core angeschafft.
| Mittwoch, 14. August |
| Yokhai |
| And So I Watch You From Afar Bossk LLNN Curse These Metal Hands Psychonaut Cobra the Impaler Din of Celestial Birds Hidden Mothers Host Body |

| Donnerstag, 15. August                                                                                            |                                                             |                                                                            | |                                                                               |
| Main | Yokhai                                                      | Bixler                                                                     | PX3 | Elephant                                                                      |
| Explosions in the Sky Spiritualized Baroness Julie Christmas Bo Ningen Healthyliving AVKRVST itoldyouiwouldeatyou | Amenra Red Fang Conan Wyatt E. Earthside Underdark Pleiades | Textures Kalandra Cats and Cats and Cats URNE The Sad Season unpeople Kulk | John Cxnnor Author &amp; Punisher Kaonashi Squid Pisser Filth Is Eternal Hundred Year Old Man Oddism Seneca | Tokky Horror Nailbreaker Skemer Doodsekader Sun Spot Gloom Index A-Sun Amissa |

| Freitag, 16. August                                                                                |                                                                                           |                                                                                                   |                                                                                              |                                                                              |
| Main                                                                                               | Yokhai                                                                                    | Bixler                                                                                            | PX3                                                                                          | Elephant                                                                     |
| Meshuggah Animals as Leaders Ihsahn Three Trapped Tigers Year of No Light The Omnific Zetra i Häxa | Plini Delta Sleep Night Verses Outrun The Sunlight Shy, Low BLACK$HAPE Asymetric Universe | Show Me the Body Sigh Orchards Maruja Iress The Sun's Journey Through The Night Modern Technology | Komfortrauschen Blood Command Frail Body Glassing Every Hell Fange Bipolar Architecture HAAL | Teeth of the Sea Yard Madmess Benefits Yomi Ship Sans Froid CAHILL//COSTELLO |

| Samstag, 17. August                                                                         |                                                                     |                                                                            |                                                                    |                                                     |
| Main                                                                                        | Yokhai                                                              | Bixler                                                                     | PX3                                                                | Elephant                                            |
| Mogwai Electric Wizard And So I Watch You From Afar SCALER Bossk Hexvessel BRIQUEVILLE Anta | Caspian Brontide Imperial Triumphant Silver Moth VOWER Sunnata FORT | Slift earthtone9 The Psychotic Monks KEN Mode WuW Haus Horo Codex Serafini | MSPAINT Gallops Sâver Nadir Ànteros Love Sex Machine Cassus Torpor | COLOSSAL SQUID Thot Iskandr PEACH Thank Quade Maebe |

## 2025
Die Headliner des ArcTanGent 2025 waren Godspeed You! Black Emperor, Karnivool, TesseracT und Wardruna. Das Line-up am Mittwoch wurde deutlich erweitert auf zwei Bühnen sowie Wardruna auf der Main Bühne. Die Bühne Elephant wurde dieses Jahr nicht aufgebaut.
Ithaca spielten ihr Abschiedskonzert am ArcTanGent. Maybeshewill und Rolo Tomassi spielten jeweils ihre 20 Jahre Jubiläumsshow. Between the Buried and Me und We Lost the Sea spielten zwei Sets an unterschiedlichen Tagen. Jeweils wurde ein Konzert mit einem Album in Gänze gespielt (Colors and Departure Songs) und ein Konzert mit anderen Songs.
Anciients waren ursprünglich angekündigt aber wurden später durch Dimscûa ersetzt.
| Mittwoch, 13. August |                                                                               |                                                           |
| Main                 | Yokhai                                                                        | PX3                                                       |
| Wardruna             | Slift Kalandra Year of No Light Healthyliving Hundred Year Old Man Sans Froid | Teeth of the Sea Colossal Squid Underdark God Alone Thank |

| Donnerstag, 14. August |                                                                                         |                                                                        |                                                                                               |
| Main | Yokhai                                                                                  | Bixler                                                                 | PX3                                                                                           |
| Godspeed You! Black Emperor Leprous Melvins The Fall of Troy (spielen Doppelgänger in Gänze) We Lost the Sea REZN Drongo Lost in Kiev | Arab Strap Kylesa Pelican Lowen Pothamus Ni The Sad Season YARD (live silent disco set) | Sungazer Tangled Hair vianova snooze Horrendous Maud the Moth The Grey | Battlesnake Tayne street grease Meryl Streek The Gorge As Living Arrows Lemondaze Codespeaker |

| Freitag, 15. August                                                                    | | |                                                               |
| Main                                                                                   | Yokhai | Bixler | PX3                                                           |
| Karnivool Mew Green Lung envy Emma Ruth Rundle Car Bomb Ithaca Overhead, The Albatross | Maybeshewill Between the Buried and Me (spielen Colors in Gänze) Future of the Left Alpha Male Tea Party Dimscûa Giant Walker YOSHIZAWA Nordic Giants (live silent disco set) Walpurgis (live silent disco set) | Frontierer We Lost the Sea (spielen Departure Songs in Gänze) delving Coilguns Heave Blood & Die Papangu Mt. Onsra | Gost VOWER meth. Sure EYES palmeras negras Hexcut Chalk Hands |

| Samstag, 16. August | |                                                                    | |
| Main | Yokhai | Bixler                                                             | PX3 |
| TesseracT Clown Core Rolo Tomassi Between the Buried and Me Sleepytime Gorilla Museum The Callous Daoboys A Swarm of the Sun Sugar Horse | God Is An Astronaut Adebisi Shank Unprocessed DVNE Bipolar Architechture Lo! Love Rarely John Cxnnor (doom rave DJ set) | Mclusky Ahab Inter Arma OMO Royal Sorrow Sometime in February Wren | Vessels Kayo Dot Vincent Vocoder Voice Waldo's Gift Boneflower Burner Swamp Coffin Indifferent Engine 2 Promoters, 1 Pod |

## 2026
Die nächste Ausgabe des Festivals ist für den 19. bis 22. August 2026 geplant.

## Auszeichnungen
In den Jahren 2013 und 2014 war das Festival für diverse Auszeichnungen nominiert wie beispielsweise als Best New Festival, Best Grassroots Festival and Best Small Festival bei den UK Festival Awards sowie als Best Independent Music Festival bei den AIM Awards.
2013 gewann das Festival die Auszeichnung in der Kategorie Best Toilets bei den UK Festival Awards. Im Jahr 2016 wurde das Festival für die Auszeichnung Best Headline Performance of the Year und Line Up of the Year bei den UK Festival Awards nominiert. Im Jahr 2018 gewann das Festival die Auszeichnung Best Small Festival bei den UK Festival Awards.
In den Jahren 2023 war das Festival jeweils für die Kategorie Best Medium Festival bei den UK Festival Awards nominiert.

## Jährliches warm-up
Das Festival veranstaltet jährlich im Mai in Zusammenarbeit mit den Promoten Effigy, For Fans of Bands und ArtScare eine warm-up Party in Bristol, England. Die bisher aufgetretenen Bands sind unter anderem Gallops, The Physics House Band, Cleft, Talons, Toska, Alpha Male Tea Party, Memory of Elephants, Chiyoda Ku, Sœur und Jo Quail.